# Theodor Barth (Politiker)

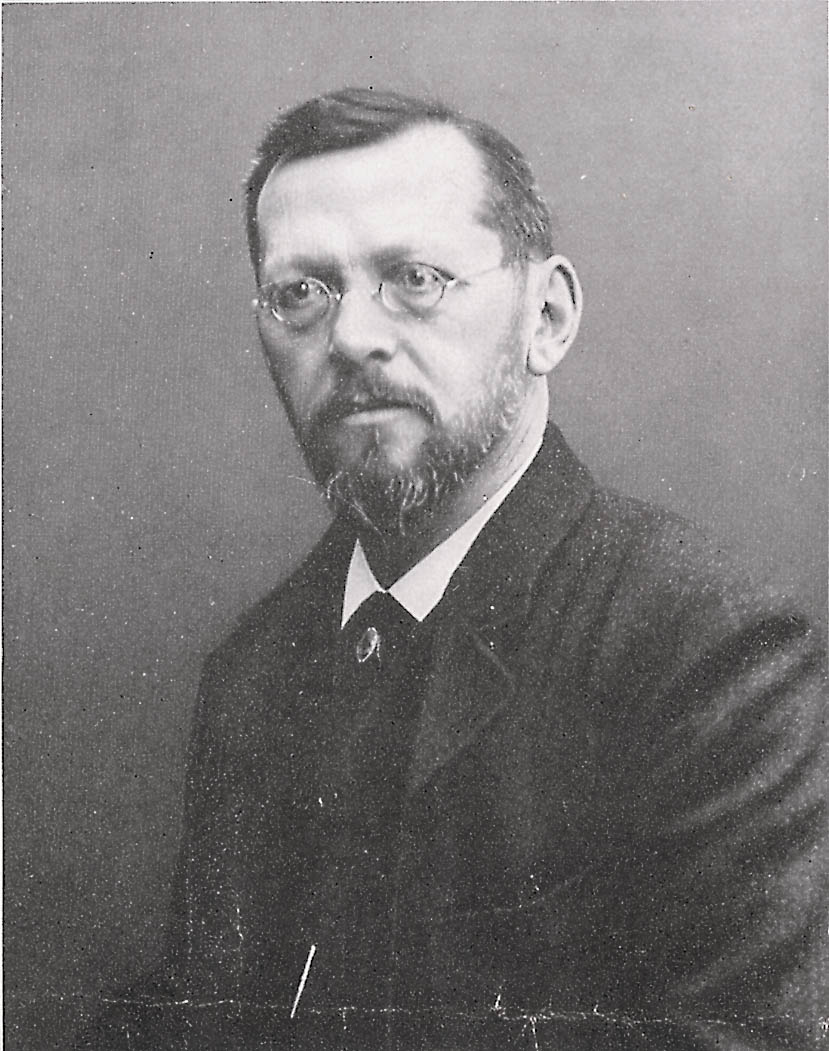
Theodor Barth

Wilhelm Theodor Barth (* 16. Juli 1849 in Duderstadt; † 3. Juni 1909 in Baden-Baden; Pseudonyme: Ferdinand Svendsen und Junius) war ein deutscher Politiker (NLP, LV, DFP, FVg, DV) und Publizist in der Zeit des Deutschen Kaiserreichs. Er war von 1881 bis 1884, von 1885 bis 1898 und von 1901 bis 1903 Abgeordneter im Deutschen Reichstag für den Reichstagswahlkreis Herzogtum Sachsen-Coburg-Gotha 2 und von 1898 bis 1903 auch im Preußischen Abgeordnetenhaus.

## Leben
Als Sohn des Apothekers Carl Barth und seiner Frau Mathilde Juliane (geborene Plathner, verwitwete Wenkebach) verbrachte Barth seine Kindheit seit 1853 in Bremerhaven. Er besuchte das Gymnasium Andreanum in Hildesheim und studierte anschließend von 1868 bis 1871 Nationalökonomie und Rechtswissenschaften in Heidelberg, Leipzig und Berlin. Im Alter von 21 Jahren wurde Barth zum Dr. jur. promoviert, ein Jahr später legte er die juristische Staatsprüfung ab. Nach seiner akademischen Ausbildung arbeitete Barth zunächst als Anwalt in Bremen, dann als Amtsassessor in Bremerhaven und wurde schließlich 1876 Syndikus der Bremer Handelskammer.

## Politische Karriere
Als entschlossener Gegner der Bismarckschen Schutzzollpolitik vertrat er 1879 die Hansestädte in der Zolltarifkommission des Bundesrats, die unter dem Vorsitz des Freiherrn von Varnbüler neue Tarife beriet.
Barth begann seine eigentliche politische Laufbahn als Nationalliberaler, wechselte aber bald ins Lager des Linksliberalismus. Dort wandte er sich allmählich von manchesterliberalen Positionen ab und propagierte die soziale Verantwortung des Liberalismus. Als Konsequenz daraus suchte er zunehmend die Kooperation mit der Sozialdemokratie und geriet mehrfach in Opposition zur jeweiligen Führung seiner eigenen Partei. In der Deutschen Freisinnigen Partei, der er seit 1884 angehörte, entwickelte er sich allmählich zur „Seele der Opposition“ gegen den Vorsitzenden Eugen Richter. Bei ihrer Spaltung 1893 schloss er sich der Freisinnigen Vereinigung und nicht der von Richter geführten Freisinnigen Volkspartei an. Zeitweise arbeitete er eng mit Friedrich Naumann zusammen, der 1903 zur Freisinnigen Vereinigung stieß. Die Wege der beiden trennten sich jedoch 1908 wieder, als Barth zusammen mit Rudolf Breitscheid und Hellmut von Gerlach die Demokratische Vereinigung gründete, die sich aus Protest gegen die Beteiligung der Freisinnigen am Bülow-Block von ihnen abspaltete. In seiner neuen Partei konnte Barth aber nichts Wesentliches mehr bewirken, da er bereits ein Jahr nach ihrer Gründung starb.
Theodor Barth gehörte zu den ersten männlichen Unterstützern der Frauenemanzipation.

## Herausgeber
Barth war von 1883 bis 1907 Herausgeber der von ihm begründeten Zeitschrift Die Nation, einer liberalen Wochenzeitschrift, in der nicht nur Politiker und Literaten, sondern auch Wissenschaftler wie Lujo Brentano oder Theodor Mommsen publizierten.